# Kyselina chinová
Kyselina chinová (též kyselina chininová), sumární vzorec C7H12O6, je krystalická kyselina získávaná z chinovníku, kávových zrn nebo z jiných rostlin, anebo vyráběná synteticky hydrolýzou kyseliny chlorogenové. Kyselina chinová také určuje pocitovou kyselost kávy.

## Historie
Látka byla poprvé izolována v 19. století francouzským farmaceutem Nicolasem Vauquelinem, další reakce této kyseliny využité pro syntézu jiných sloučenin studoval německý chemik E. Lautemann v roce 1863.

## Použití
Kyselina chinová se používá jako adstrigencium.

### Použití ve farmacii
Tato kyselina má široké použití jako výchozí chirální materiál pro syntézu nových léčiv. Nedávno byl úspěšně vyvinut a uveden na trh nový medikament pro léčbu chřipky typů A a B, známý pod názvem Tamiflu.
O kyselině chinové se také uvažuje jako o náhradě antagonistů vazeb na μ opioidní receptory, i když byla původně považována za farmakologicky neaktivní.